# Adrian Anantawan
Adrian Anantawan est un violoniste canadien né en 1983 à Mississauga. Né sans main droite, il est engagé dans la cause des handicapés.

## Carrière
En 2001, Anantawan a remporté le Mississauga Arts Council Emerging Music Talent award et le YTV (Canada) Young Achiever award. En 2002, la Meadowmount School of Music lui décerne le Starling Award for promising young soloist. La même année, il a gagné le International Rosemary Kennedy Award et fait ses débuts au John F. Kennedy Center for the Performing Arts. En 2005, il a reçu le CBC Galaxie Rising Star Award. En 2006, il est diplômé de l'Institut Curtis à Philadelphie, où il a suivi l'enseignement de Ida Kavafian et de Yumi Ninomiya Scott. Pendant les étés 2004, 2005 et 2006, il a remporté la bourse d'études du National Arts Center Young Artist Program et a étudié avec Pinchas Zukerman. Pendant l'été 2006 et en janvier 2007, il a reçu la bourse de la Perlman School of Music et a étudié avec Itzhak Perlman.
Depuis 2001, Anantawan se produit régulièrement sur scène, en particulier avec l'Orchestre symphonique de Toronto.
En 2004, il a représenté le Canada Cultural Showcase aux Jeux paralympiques d'été de 2004 d'Athènes.

## Handicap
Anantawan est né sans main droite. Il est membre actif et porte-parole du Child Amputee Program de The War Amps et Bloorview Kids Rehab Center de Toronto.